# 대니엘 샤프
대니엘 샤프(Danielle Sharp, 1991년 8월 21일 ~ )는 잉글랜드의 모델이다.

## 같이 보기
- 더 선